# Helicoconis canariensis
Helicoconis canariensis är en insektsart som beskrevs av Monserrat 2002. Helicoconis canariensis ingår i släktet Helicoconis och familjen vaxsländor. Inga underarter finns listade i Catalogue of Life.